# Per Kirkeby - Vinterbillede
Per Kirkeby - Vinterbillede er en dansk portrætfilm fra 1996 med instruktion og manuskript af Jesper Jargil.

## Handling
Filmen skildrer i få indstillinger Per Kirkebys arbejde med et stort oliemaleri fra første til sidste penselstrøg. En enkel film, der med humor formidler et intenst drama. Instruktøren har i flere år fulgt den danske maler i hans arbejde i Danmark, Tyskland og Italien, og de mange interviews danner baggrund for filmens lydside. Her fortæller Per Kirkeby om sine tanker og følelser undervejs i skabelsesprocessen.